# Better Days (Dermot Kennedy)
Better Days is een nummer van de Ierse singer-songwriter Dermot Kennedy uit 2021. Het is de eerste single van zijn tweede studioalbum Sonder.
Kennedy schreef het nummer in februari 2021, tijdens de coronapandemie. In Better Days probeert de zanger neerslachtige mensen troost te bieden, moed in te spreken en ze te verzekeren dat er betere dagen aankomen. "Als artiest voel ik me enigszins verantwoordelijk om te proberen mensen zich een beetje beter te laten voelen, en om hun gedachten af te leiden van hun problemen", aldus Kennedy.

## Hitlijsten
"Better Days" kende het meeste succes Kennedy's thuisland Ierland, waar het de vierde positie haalde. In het Nederlandse taalgebied was het succes iets bescheidener; met een 21e positie in de Nederlandse Top 40 en een dertigste positie in de Vlaamse Ultratop 50. 

### NPO Radio 2 Top 2000
Better Days was het lievelingslied van Eva Hermans-Kroot en daarom werd er na haar overlijden in 2024 opgeroepen om als eerbetoon op het liedje te stemmen voor de NPO Radio 2 Top 2000. Deze actie lukte en het lied kwam dat jaar op de zesde plaats binnen in de lijst.
Better Days stond in 2024 voor het eerst in de NPO Radio 2 Top 2000, op plek 6.